# Okamejei
Okamejei – rodzaj ryb chrzęstnoszkieletowych z rodziny rajowatych (Rajidae).

## Rozmieszczenie geograficzne
Do rodzaju należą gatunki występujące w wodach zachodniego i północno-zachodniego Oceanu Spokojnego oraz wschodniego, zachodniego i północno-zachodniego Oceanu Indyjskiego.

## Morfologia
Długość ciała do 60,5 cm; masa ciała (największa opublikowana) do 815,7 g.

## Systematyka
Rodzaj zdefiniował w 1958 roku japoński ichtiolog Reizo Ishiyama w artykule poświęconym badaniom nad rajami występującymi w wodach wokół Japonii opublikowanym w czasopiśmie Journal of the Shimonoseki College of Fisheries. Gatunkiem typowym jest (oryginalne oznaczenie) O. kenojei.

### Etymologia
Okamejei: jap. nazwa Okame oznaczająca ‘kobietę z nisko położonym nosem’; jei ‘płaszczka, raja’.

### Podział systematyczny
Do rodzaju należą następujące gatunki:
- Okamejei acutispina (Ishiyama, 1958)
- Okamejei arafurensis Last & Gledhill, 2008
- Okamejei boesemani (Ishihara, 1987)
- Okamejei cairae Last, Fahmi & Ishihara, 2010
- Okamejei heemstrai (McEachran & Fechhelm, 1982)
- Okamejei hollandi (Jordan & Richardson, 1909)
- Okamejei kenojei (Bürger, 1841)
- Okamejei leptoura Last & Gledhill, 2008
- Okamejei meerdervoortii (Bleeker, 1860)
- Okamejei mengae Jeong, Nakabo & Wu, 2007
- Okamejei ornata Weigmann, Stehmann & Thiel, 2015
- Okamejei panayensis Misawa, Babaran & Motomura, 2022
- Okamejei philipi (Lloyd, 1906)
- Okamejei picta Ng, Ho, Joung & Liu, 2023
- Okamejei pita (Fricke & Al-Hassan, 1995)
- Okamejei schmidti (Ishiyama, 1958)